# Cyriel Buysse

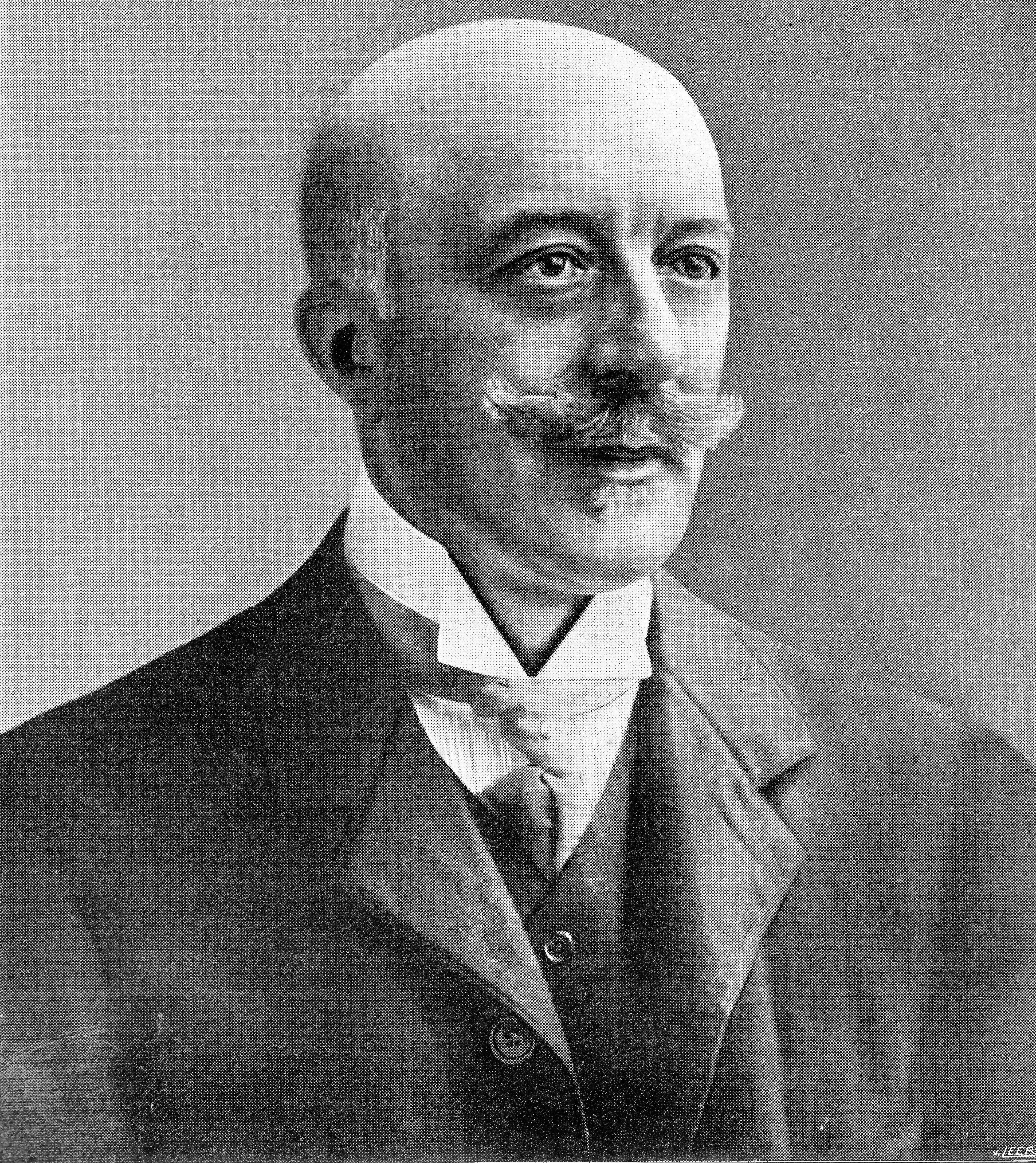
Cyriel Buysse, 1910

Cyriel Buysse (* 20. September 1859 in Nevele; † 25. Juli 1932 in Afsnee) war ein flämisch schreibender, naturalistischer belgischer Schriftsteller.
Er schrieb auch unter den folgenden Pseudonymen: Louis Bonheyden, Prosper Van Hove und Robert Palmer.

## Leben
Cyriel Buysse wurde 1859 in Nevele (Ostflandern) als Sohn einer vermögenden Familie geboren. Bevor er seine Studien am Atheneum in Gent abgeschlossen hatte, trat er auf Wunsch seines Vaters in den mit Endivien handelnden Familienbetrieb ein.
Einer Anregung seiner Tante Virginie Loveling folgend, die selbst Schriftstellerin war, begann er im Alter von 26 Jahren zu schreiben. Als sein Vater entdeckte, dass er sich mit einer jungen Frau getroffen hatte, die er in einem örtlichen Café kennengelernt hatte, musste er das elterliche Umfeld verlassen. Zwischen 1886 und 1896 wanderte er mehrmals in die Vereinigten Staaten aus, kehrte jedoch von Mal zu Mal enttäuschter zurück. Der Bericht über seine Reisen erschien unter dem Namen Twee Herinneringen uit Amerika (Zwei Erinnerungen aus Amerika), die er 1888 schrieb.
Berühmt wurde Buysse als naturalistischer Schriftsteller in der Tradition von Stijn Streuvels, Émile Zola und Guy de Maupassant. Obwohl Buysse auf Französisch erzogen wurde, was für die Söhne wohlhabender flämischer Familien in jener Zeit nicht selten war, schrieb er die meisten seiner Werke in Niederländisch. Sein Stil ist durch eine tiefe Sympathie für den Menschen gekennzeichnet, dessen Existenz er auf lebendige und realistische Weise beschreibt.
1893 gründete er gemeinsam mit Prosper Van Langendonck, August Vermeylen und Emmanuel De Bom die Literaturzeitschrift Van Nu en Straks (Von Heute und Morgen), die er jedoch kurz darauf infolge eines Streites verließ. Im selben Jahr schrieb er seinen ersten Roman: Het recht van den sterkste (Das Recht des Stärksten).
1896 heiratete er die niederländische Witwe Nelly Dyserinck (1863–1944). Die Winter verbrachte er in Den Haag (Niederlande), wo 1897 sein Sohn René Cyriel († 1969) zur Welt kam; die Sommer verbrachte er auf seinem ländlichen Anwesen in Afsnee (Belgien).
1903 gründete er gemeinsam mit Louis Couperus und Willem Gerard van Nouhuys die Literaturzeitschrift Groot Nederland, die er bis zu seinem Tod herausgab.
Während der deutschen Besetzung Belgiens im Zuge des Ersten Weltkrieges blieb Buysse in den Niederlanden, wo er unter anderem Beiträge für die Zeitschrift De Vlamse Stem (Die Flämische Stimme) verfasste. Nach dem Waffenstillstand 1918 kehrte er nach Belgien zurück, wo sein schriftstellerisches Talent mittlerweile sehr anerkannt war: 1921 erhielt er den Driejaarlijkse Staatsprijs voor het Proza. 1930 wurde er in die Koninklijke Vlaamse Academie voor Taal- en Letterkunde aufgenommen. 1932 wurde er durch König Albert I. in den Freiherrenstand erhoben, eine seltene Ehre für Schriftsteller und angesichts des Stils und des Inhalts seiner Werke nicht ohne Ironie.
Sein naturalistisches Stück Het gezin van Paemel (Die Familie van Paemel, 1902) wird noch immer regelmäßig aufgeführt. 1986 wurde das Stück durch Paul Cammermans verfilmt.
Cyriel Buysse starb am 25. Juli 1932 in Afsnee.

## Werke (auf Deutsch)
- Cyriel Buysse: Das Kuckuckskind. Berlin, Autumnus Verlag, 2019, ISBN 978-3-96448-023-1
- Cyriel Buysse: Flämische Dorfgeschichten. Hamburg, Severus Verlag, 2016. Nachdr. der Originalausgabe von 1916, ISBN 978-3-95801-584-5
- Cyriel Buysse: Rose van Dalen. Hamburg, Insel Verlag, 1918
- Cyriel Buysse: Arme Leute. Geschichte aus Flandern. München, Georg Müller, 1918
- Cyriel Buysse: Eine Löwe von Flandern. München, Müller, 1917